# Gustaf Andersson i Källstad
Gustaf Andersson (i riksdagen kallad Andersson i Källstad), född 21 juli 1816 i Rogslösa socken, Östergötlands län, död 8 april 1899 i Källstads församling, Östergötlands län, var en svensk lantbrukare och riksdagsman.
Andersson var verksam som lantbrukare i Källstad i Östergötland. Han var som politiker ledamot av riksdagens första kammare 1878-1882 för Östergötlands län. I riksdagen skrev han en egen motion om hemortsrätten för fattigvårdshjon. Han var även engagerad i lokal- och regionalpolitik i egenskap av kommunalordförande och landstingsman.